# Celama elaphra
Celama elaphra är en fjärilsart som beskrevs av Turner 1944. Celama elaphra ingår i släktet Celama och familjen trågspinnare. Inga underarter finns listade i Catalogue of Life.